# Calmeilles
Calmeilles – miejscowość i gmina we Francji, w regionie Oksytania, w departamencie Pireneje Wschodnie.
Według danych na rok 1990 gminę zamieszkiwało 41 osób, a gęstość zaludnienia wynosiła 3 osoby/km² (wśród 1545 gmin Langwedocji-Roussillon Calmeilles plasuje się na 859. miejscu pod względem liczby ludności, natomiast pod względem powierzchni na miejscu 580.). 

## Zabytki
Zabytki na terenie gminy posiadające status monument historique:
- kościół św. Feliksa (Église Saint-Félix de Calmeilles)